# Suzuki SV
Le moto SV della Suzuki sono modelli sportivi, prodotti nelle versioni naked e semicarenate in cilindrate diverse.

## SV 400
La Suzuki SV 400 è un modello poco conosciuto, prodotto dal 1998 e ancora in produzione, ma non importato in Italia, le sue caratteristiche non sono molto diverse dalla sorella maggiore (SV 650 primo modello), da cui prende le linee, il telaio (è lo stesso) e l'impostazione, questo modello non ha avuto l'evoluzione di telaio che ha avuto il modello 650.

## SV 650
La SV650 uscì sul mercato nel 1999 nei due modelli:
- SV650 (naked)
- SV650S (semicarenata)

L'ultima serie (K7) adotta il sostanzioso restyling già introdotto nel 2003 con la versione K3 e successivamente affinato: non più forme morbide ed arrotondate ma linee taglienti e aggressive.

## SV 1000
Questa moto, prodotta dal 2003 al 2006, rispetto alle sorelline minori si differenzia per il miglior comportamento di motore e ciclistica in generale, e per aver introdotto il nuovo tipo di telaio stampato e non a tubi saldati, più spigoloso, il serbatoio più sagomato e per la posizione del pilota più caricata in avanti, tutte cose che verranno adottate pure per il modello di cilindrata minore (650), questa moto è stata prodotta nella versione naked e semicarenata (con la sigla "S").

## Caratteristiche tecniche
| Caratteristiche tecniche - Suzuki SV 1000          | Caratteristiche tecniche - Suzuki SV 1000                                                          | Caratteristiche tecniche - Suzuki SV 1000                                                          | Caratteristiche tecniche - Suzuki SV 1000                                                          | Caratteristiche tecniche - Suzuki SV 1000                                                          | Caratteristiche tecniche - Suzuki SV 1000                                                          |
| -------------------------------------------------- | -------------------------------------------------------------------------------------------------- | -------------------------------------------------------------------------------------------------- | -------------------------------------------------------------------------------------------------- | -------------------------------------------------------------------------------------------------- | -------------------------------------------------------------------------------------------------- |
|                                                    | | | | | |
| Dimensioni e pesi                                  | | | | | |
| Ingombri (lungh.×largh.×alt.)                      | 2085 × 745 × 1170 mm                                                                               | 2085 × 745 × 1170 mm                                                                               | 2085 × 745 × 1170 mm                                                                               | 2085 × 745 × 1170 mm                                                                               | 2085 × 745 × 1170 mm                                                                               |
| Altezze                                            | Sella: 800 mm - Minima da terra: 150 mm                                                            | Sella: 800 mm - Minima da terra: 150 mm                                                            | Sella: 800 mm - Minima da terra: 150 mm                                                            | Sella: 800 mm - Minima da terra: 150 mm                                                            | Sella: 800 mm - Minima da terra: 150 mm                                                            |
| Interasse: 1430 mm                                 | Interasse: 1430 mm                                                                                 | Massa a vuoto: 187 kg                                                                              | Massa a vuoto: 187 kg                                                                              | Serbatoio: 17 l                                                                                    | Serbatoio: 17 l                                                                                    |
| Meccanica                                          | | | | | |
| Tipo motore: Bicilindrico 4 tempi                  | Tipo motore: Bicilindrico 4 tempi                                                                  | Tipo motore: Bicilindrico 4 tempi                                                                  | Tipo motore: Bicilindrico 4 tempi                                                                  | Raffreddamento: A liquido                                                                          | Raffreddamento: A liquido                                                                          |
| Cilindrata                                         | 996 cm³ (Alesaggio 98 × Corsa 66 mm)                                                               | 996 cm³ (Alesaggio 98 × Corsa 66 mm)                                                               | 996 cm³ (Alesaggio 98 × Corsa 66 mm)                                                               | 996 cm³ (Alesaggio 98 × Corsa 66 mm)                                                               | 996 cm³ (Alesaggio 98 × Corsa 66 mm)                                                               |
| Distribuzione: DOHC a quattro valvole per cilindro | Distribuzione: DOHC a quattro valvole per cilindro                                                 | Distribuzione: DOHC a quattro valvole per cilindro                                                 | Alimentazione: Iniezione elettronica                                                               | Alimentazione: Iniezione elettronica                                                               | Alimentazione: Iniezione elettronica                                                               |
| Potenza: 120 CV (87.6 kW)) a 9.000 rpm             | Potenza: 120 CV (87.6 kW)) a 9.000 rpm                                                             | Coppia: 9.6 kgm (94.1 Nm) a 7500 giri                                                              | Coppia: 9.6 kgm (94.1 Nm) a 7500 giri                                                              | Rapporto di compressione:                                                                          | Rapporto di compressione:                                                                          |
| Frizione: Multidisco bagno d'olio                  | Frizione: Multidisco bagno d'olio                                                                  | Frizione: Multidisco bagno d'olio                                                                  | Cambio: sequenziale a 6 marce (sempre in presa)                                                    | Cambio: sequenziale a 6 marce (sempre in presa)                                                    | Cambio: sequenziale a 6 marce (sempre in presa)                                                    |
| Accensione                                         | Elettronica CDI                                                                                    | Elettronica CDI                                                                                    | Elettronica CDI                                                                                    | Elettronica CDI                                                                                    | Elettronica CDI                                                                                    |
| Trasmissione                                       | Primaria a ingranaggi, secondaria a catena                                                         | Primaria a ingranaggi, secondaria a catena                                                         | Primaria a ingranaggi, secondaria a catena                                                         | Primaria a ingranaggi, secondaria a catena                                                         | Primaria a ingranaggi, secondaria a catena                                                         |
| Avviamento                                         | Elettrico                                                                                          | Elettrico                                                                                          | Elettrico                                                                                          | Elettrico                                                                                          | Elettrico                                                                                          |
| Ciclistica                                         | | | | | |
| Telaio                                             | A traliccio in alluminio                                                                           | A traliccio in alluminio                                                                           | A traliccio in alluminio                                                                           | A traliccio in alluminio                                                                           | A traliccio in alluminio                                                                           |
| Sospensioni                                        | Anteriore: Forcella teleidraulica pluriregolabile / Posteriore: monoammortizzatore pluriregolabile | Anteriore: Forcella teleidraulica pluriregolabile / Posteriore: monoammortizzatore pluriregolabile | Anteriore: Forcella teleidraulica pluriregolabile / Posteriore: monoammortizzatore pluriregolabile | Anteriore: Forcella teleidraulica pluriregolabile / Posteriore: monoammortizzatore pluriregolabile | Anteriore: Forcella teleidraulica pluriregolabile / Posteriore: monoammortizzatore pluriregolabile |
| Freni                                              | Anteriore: A doppio disco da 310 mm / Posteriore: A disco da 220 mm                                | Anteriore: A doppio disco da 310 mm / Posteriore: A disco da 220 mm                                | Anteriore: A doppio disco da 310 mm / Posteriore: A disco da 220 mm                                | Anteriore: A doppio disco da 310 mm / Posteriore: A disco da 220 mm                                | Anteriore: A doppio disco da 310 mm / Posteriore: A disco da 220 mm                                |
| Pneumatici                                         | Anteriore: 120/70 ZR 17; Posteriore: 180/55 ZR 17                                                  | Anteriore: 120/70 ZR 17; Posteriore: 180/55 ZR 17                                                  | Anteriore: 120/70 ZR 17; Posteriore: 180/55 ZR 17                                                  | Anteriore: 120/70 ZR 17; Posteriore: 180/55 ZR 17                                                  | Anteriore: 120/70 ZR 17; Posteriore: 180/55 ZR 17                                                  |
| Fonte dei dati:                                    | | | | | |